# Municipio de Milford (Míchigan)
El municipio de Milford (en inglés: Milford Township) es un municipio ubicado en el condado de Oakland en el estado estadounidense de Míchigan. En el año 2010 tenía una población de 15736 habitantes y una densidad poblacional de 172,76 personas por km².

## Geografía
El municipio de Milford se encuentra ubicado en las coordenadas 42°34′4″N 83°36′39″O / 42.56778, -83.61083. Según la Oficina del Censo de los Estados Unidos, el municipio tiene una superficie total de 91.08 km², de la cual 85.45 km² corresponden a tierra firme y (6.19%) 5.64 km² es agua.

## Demografía
Según el censo de 2010, había 15736 personas residiendo en el municipio de Milford. La densidad de población era de 172,76 hab./km². De los 15736 habitantes, el municipio de Milford estaba compuesto por el 95.32% blancos, el 0.93% eran afroamericanos, el 0.34% eran amerindios, el 1.09% eran asiáticos, el 0.03% eran isleños del Pacífico, el 0.67% eran de otras razas y el 1.63% pertenecían a dos o más razas. Del total de la población el 2.19% eran hispanos o latinos de cualquier raza.